# Xian de Si
Pour les articles homonymes, voir SI.
Le xian de Si (泗县 ; pinyin : Sì Xiàn) est un district administratif de la province de l'Anhui en Chine. Il est placé sous la juridiction de la ville-préfecture de Suzhou.

## Démographie
La population du district était de 824 241 habitants en 1999.